# لیتوئنیگو
لیتوئنیگو (به اسپانیایی: Lituénigo) یک دهستان در اسپانیا است که در استان ساراگوسا واقع شده‌است. لیتوئنیگو ۱۱ کیلومتر مربع مساحت و ۱۲۳ نفر جمعیت دارد.